# Two Weeks (televíziós sorozat)
A Two Weeks (hangul: 투윅스, Thuvikszu, RR: Tuwikseu) a dél-koreai MBC csatorna által 2013. augusztus 7. és szeptember 26. között vetített bűnügyi akciósorozat I Dzsungi (Lee Joon-gi), Kim Szojon (Kim So-yeon), Lju Szujong (Ryu Soo-young) és Pak Haszon (Park Ha-sun) főszereplésével. A sorozat minden epizódja a hatóságok és a gengszterek elől menekülő főhős egy-egy napját kíséri végig két héten keresztül.

## Történet
Csang Theszan (Jang Tae-san) pitiáner bűnöző, árvaházban nevelkedett, nehéz sorsú fiatalember. Megismerkedik egy főiskolás lánnyal, Inhjével (In-hyével), aki meglátja benne a melegszívű és jóra való férfit, így új életet akar kezdeni a lánnyal. Csakhogy  a maffiafőnök a múlttal és családdal nem rendelkező férfit szemeli ki bűnbaknak, hogy helyette töltse le a börtönbüntetést egy testi sértéses ügyben. Megfenyegeti Theszan (Tae-san)t, hogy megöli a lányt, aki ráadásul állapotos. Theszan (Tae-san) kétségbeesésében elrángatja kedvesét egy klinikára, hogy abortuszt hajtsanak végre, majd bűnösnek vallja magát a testi sértésben, és börtönbe vonul a maffiózó helyett.
Nyolc évvel később Theszan (Tae-san) egy zálogházban dolgozik, amikor Inhje (In-hye) váratlanul felkeresi, és közli vele, hogy nem vetette el a gyermeküket. Nyolcéves kislányuk azonban súlyos beteg, csontvelő-átültetésre van szüksége, és Theszan (Tae-san) az egyetlen lehetséges donor. Két héttel későbbre tűzik ki a műtét időpontját, csakhogy a maffiafőnök egy korrupt politikussal szövetkezve ismét Theszan (Tae-san)t szemeli ki: ezúttal egy ügyészségi besúgó meggyilkolását akarják rákenni. A fiatal lány Pak Csegjong (Park Jae-kyung) ügyésznőnek segített kifűrkészni a maffiózó titkait, de felfedezték, és brutálisan megölték. A helyszínre csalt Theszan (Tae-san)t állították be gyilkosnak, minden lehetséges fizikai bizonyítékot előkészítve a rendőrség számára. Im Szungu (Im Seung-woo) nyomozó, Inhje (In-hye) jegyese tartóztatja le Theszan (Tae-san)t. A rendőrautó, amiben Theszan (Tae-san)t átszállítanák az ügyészségre, balesetet szenved, és a férfi megszökik, mivel a maffiózó időközben úgy döntött, inkább elhallgattatja, nehogy véletlenül a kihallgatás során felmerüljön az ő neve is. Theszan (Tae-san) kénytelen a rendőrök és a gengszterek elől is bújkálni, és mindössze két hete van, hogy bebizonyítsa az ártatlanságát, leleplezze a valódi tettest és időben odaérjen kislánya életmentő műtétére.

## Szereplők
- I Dzsungi (Lee Joon-gi): Csang Theszan (Jang Tae-san), pitiáner bűnöző
- Kim Szojon (Kim So-yeon): Pak Csegjong (Park Jae-kyung), ügyésznő
- Lju Szujong (Ryu Soo-young): Im Szungu (Im Seung-woo), nyomozó
- Pak Haszon (Park Ha-sun): Szo Inhje (Seo In-hye), Theszan (Tae-san) egykori kedvese
- Cso Mingi (Jo Min-ki): Mun Ilszok (Moon Il-seok), maffiavezér
- Kim Hjeok (Kim Hye-ok): Cso Szohi (Jo Seo-hee), korrupt politikusnő
- I Cshemi (Lee Chae-mi): Szudzsin (Soo-jin), Theszan (Tae-san) és Inhje (In-hye) kislánya

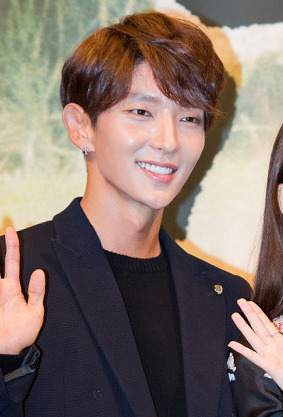
I Dzsungi (Lee Joon-gi)
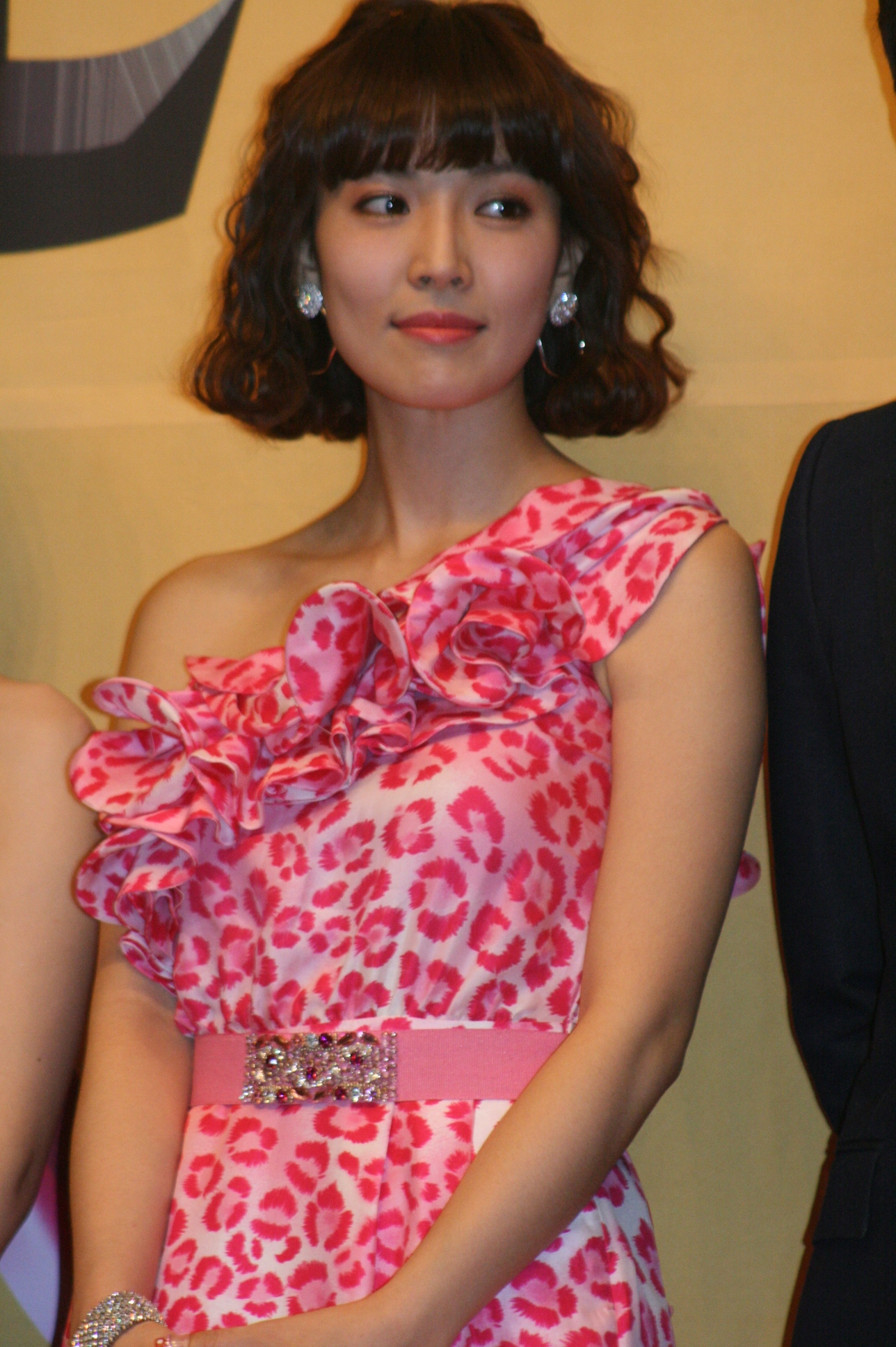
Kim Szojon (Kim So-yeon)
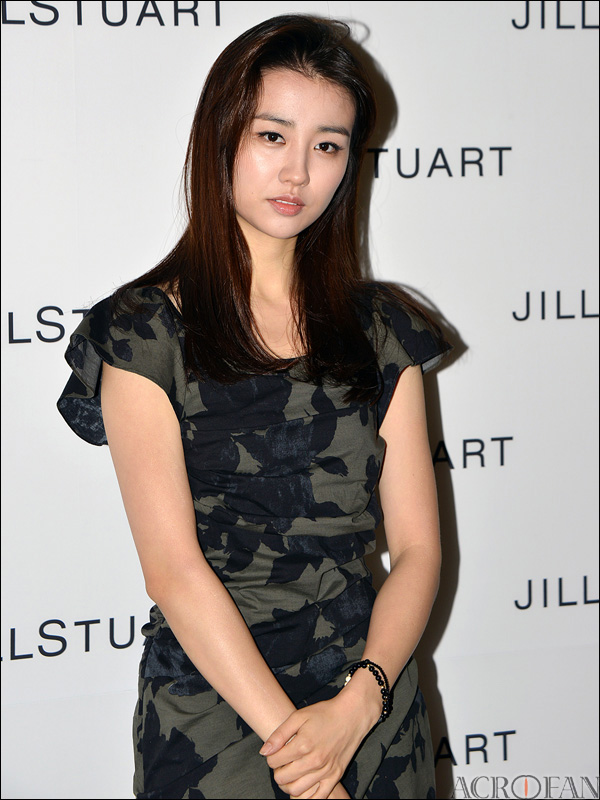
Pak Haszon (Park Ha-sun)
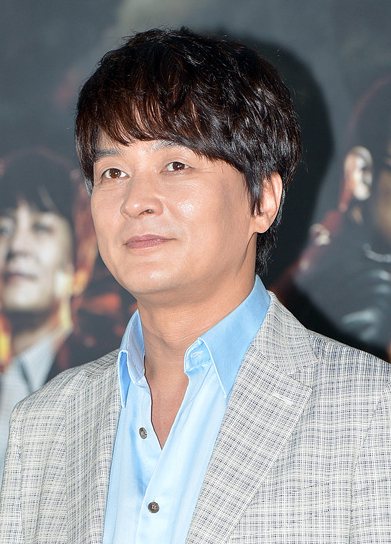
Cso Mingi (Jo Min-ki)